# Марьинка (Воскресенский район)
Ма́рьинка — деревня в Воскресенском муниципальном районе Московской области. Входит в состав городского поселения имени Цюрупы. Население — 50 чел. (2010).

## География
Деревня Марьинка расположена в северо-восточной части Воскресенского района, примерно в 17 км к северу от города Воскресенск. Высота над уровнем моря 117 м. Рядом с деревней протекает река Нерская. В деревне 1 улица — Сосновая. Ближайший населённый пункт — деревня Знаменка и посёлок имени Цюрупы.

## История
В 1926 году деревня являлась центром Ново-Марьинского сельсовета Ашитковской волости Бронницкого уезда Московской губернии.
С 1929 года — населённый пункт в составе Ашитковского района Коломенского округа Московской области, с 1930-го, в связи с упразднением округа и переименованием района, — в составе Виноградовского района Московской области. В 1957 году, после того как был упразднён Виноградовский район, деревня была передана в Воскресенский район.
До муниципальной реформы 2006 года Марьинка входила в состав Ашитковского сельского округа Воскресенского района.

## Население
В 1926 году в деревне проживало 295 человек (129 мужчин, 166 женщин), насчитывалось 63 хозяйства, из которых 62 было крестьянских. По переписи 2002 года — 95 человек (43 мужчины, 52 женщины).
| 1926 | 2002 | 2010 |
| ---- | ---- | ---- |
| 295  | ↘95  | ↘50  |